# جعفرو
جعفرو (به لاتین: Jafaro) یک منطقهٔ مسکونی در ماداگاسکار است که در منطقه آمبوومبه واقع شده‌است.
 جعفرو  ۲۲٬۰۰۰ نفر جمعیت دارد و ۲۲۵ متر بالاتر از سطح دریا واقع شده‌است.